# Yoo Seung-ho
Đây là một tên người Triều Tiên, họ là Yoo.
Yoo Seung-ho (sinh ngày 17 tháng 8 năm 1993) là một nam diễn viên người Hàn Quốc. Cậu ấy được mệnh danh là "Em Trai Quốc Dân", "Tiểu So Ji Sub", "Chàng trai đẹp không tì vết". Cậu ấy từng là diễn viên nhí nổi tiếng trong The Way Home (2002), Heart is (2006), The Legend (2007)... Cậu ấy bắt đầu vai diễn trưởng thành của mình trong Nữ hoàng Seon Deok (2009), Lord of Study (2010), Warrior Beak Dong Soo (2011), I Miss You (2012)... Cậu ấy đã tự nguyện tham gia nghĩa vụ quân sự khi mới 19 tuổi vào 5/3/2013 và đã xuất ngũ vào 4/12/2014. Fanclub của cậu ấy được gọi là Yoopies.

## Tiểu sử
Yoo Seung Ho xuất thân từ một gia đình nghèo tại Incheon cùng với cha mẹ và chị gái. Yoo debut trong CF năm 1999. Mẹ của cậu đã gởi một tấm hình cho công ty quảng cáo và Yoo được chọn. Lúc nhỏ cậu không thích làm diễn viên nên mẹ cậu hứa mua Lego khi diễn xong, đến giờ cậu vẫn còn thói quen chơi Lego. Tài năng của cậu được công nhận rất sớm và được yêu mến tại Hàn Quốc như một "Em trai Quốc dân". Sau khi tốt nghiệp trường Trung học Beakshin, cậu đã từ bỏ con đường vào Đại học dù nhận được lời mời từ nhiều trường danh tiếng để tập trung diễn xuất và không muốn giành lấy cơ hội của các sinh viên khác. Theo Yoo "Tôi sẽ không hối tiếc. Tôi tham dự thi bởi vì tôi cần thành tích học tập. Nhà trường cần tôi bởi vì họ cần những người nổi tiếng, mối quan hệ này không có ý nghĩa". Cậu muốn nhập ngũ từ năm 14 tuổi và khi tròn 19 tuổi sau vai diễn mang tính đột phá trong I Miss You(2012) cậu đã lặng lẽ nhập ngũ.

## Sự nghiệp

### 2000-2012: Trước khi tham gia nghĩa vụ quân sự
Yoo Seung Ho debut với vai trò một diễn viên nhí triển vọng năm 2000 trong Daddy Fish.Cậu gây tiếng vang lớn với phim điện ảnh đầu tiên The Way Home (2002) với vai diễn cậu bé thành phố kiêu căng phải về quê sống với người bà bị câm điếc. Trước đó đoàn làm phim đã rất khó khăn trong việc tìm kiếm diễn viên có thể vào vai cậu bé Sang Woo. Đạo diễn đã lựa chọn Yoo Seung Ho vì ánh mắt biểu cảm của Ho trong những bức ảnh. Bộ phim thành công vang dội và bán được hơn 4 triệu vé vào thời điểm đó.
Sau đó, Yoo Seung Ho tiếp tục thử sức trong những bộ phim như: "Happy Ero Christmas" (2003); "Don't Tell Papa" (2004); "Heart is..." (2006); "Do you see Seoul?" (2008);... Mỗi vai diễn cậu đều để lại những ấn tượng khác nhau trong lòng người xem, nhưng có một điểm chung là mọi người đều công nhận khả năng diễn xuất tự nhiên, có năng khiếu thiên bẩm đối với cậu bé Yoo Seung Ho. Đặc biệt với Heart is..., bộ phim cảm động về hai anh em và chú chó trung thành, Seung Ho gây chấn động vì sự vụt lớn của mình.
Đến với phim truyền hình trễ hơn, Yoo Seung Ho đóng một vài vai lúc nhỏ của nhân vật chính như Sad Love Story (vai của Kwon Sang Woo lúc nhỏ), tiểu thái tử Dam Doek trong The Legend (2007) và nhiều bộ phim khác.
Năm 2009, anh đóng vai chính phim điện ảnh City of Fathers. Tiếp đó là Tiết 4 kinh hoàng, anh và Kang So Ra vào vai hai học sinh bị truy đuổi bởi kẻ sát nhân trong lớp học. Anh cũng xuất hiện từ tập 34 của Nữ hoàng Soen Doek, bộ phim sử thi được đánh giá cao nhất năm 2009, trong vai hoàng tử Kim Chun Chu. Với vai diễn trưởng thành đầu tiên ở phim truyền hình, Yoo Seung Ho gây bất ngờ lớn khi có thể trở thành một trang công tử lọc lõi, thông minh, giúp các đạo diễn nhận ra anh thực sự là "của hiếm" vì có thể đảm nhiệm nhiều dạng vai, cả lãng mạn lẫn ngoan hiền, chân chất và hơn thế là mưu mô, lạnh nhạt đến đau lòng.
Ở tuổi thiếu niên của mình anh được giao vai chính trong bộ phim học đường Cao thủ học đường. Phim được chuyển thể từ bộ truyện tranh nổi tiếng "Dragon Sakura" của nhà văn Mita Norifusa, xoay quanh cuộc sống của những học sinh hư hỏng bị buộc học tại lớp học đặc biệt. Bộ phim gây sốt giới trẻ Hàn Quốc ngay khi vừa lên sóng. Trước đó, anh đã tham gia MV Lies của nhóm T-ara vai anh chàng hotboy đào hoa.
Sau đó, Yoo Seung Ho tham gia bộ phim Flames of Desire đảm nhiệm vai diễn con trai của một gia đình giàu có – Kim Min Jae. Khi tham gia phim này, Yoo Seung Ho mới 17 tuổi. Cuối năm đó, anh tham gia từ thiện ở Sri Lanka và song ca bài "Believe in Love" cùng với ca sĩ IU, lời bài hát dựa trên cuốn nhật ký Yoo đã viết về các trẻ em mồ côi khi tham gia hoạt động này
Năm 2011, anh vào vai sát thủ Yeo Woon trong phim Warrior Beak Dong Soo. Trong thời gian quay phim, anh bị tai nạn trên đường cao tốc khi tới trường quay. Sau đó anh tiếp tục tham gia phim điện ảnh kinh dị Blind cùng với Kim Ha Neul, phim khá thành công và đạt nhiều giải thưởng.
Năm 2012, Seung Ho đóng phim Operation Proposal, về một cầu thủ bóng chày quay về quá khứ để có được trái tim cô bạn gái thời thơ ấu. Tiếp đó anh vào vai diễn khách mời "Arang And The Magistrate", gây ấn tượng cho người xem khi trở thành vị Thượng đế trẻ trung và phong cách nhất lịch sử. Ngay sau đó, anh để lại một dấu ấn đáng nể, rũ bỏ hình tượng nhí với diễn xuất xuất thần trong bộ phim truyền hình I Miss You ở độ tuổi 19. Seung Ho thể hiện vai Harry Borrison, một doanh nhân giàu có, trẻ trung, đẹp trai. Tuy nhiên, đằng sau vẻ ngoài không tì vết lại là một trái tim lạnh lùng đầy toan tính với sự thù hận sâu sắc.

### 2012-2014: Tự nguyện tham gia nghĩa vụ quân sự
Trước khi nhập ngũ anh tham gia dự án cuối cùng là lồng tiếng phim tài liệu Studying Humans(KBS) và tặng hết tiền nhuận bút của mình.
Yoo Seung Ho đã bí mật tham gia nghĩa vụ quân sự như một người lính bình thường mà không có sự xuất hiện của fan vào ngày 5/3/2013. Anh chỉ để lại lời nhắn trên fan cafe "Talk To You" của mình. Lá thư để lại cho fan, anh viết "Khi các bạn đọc được bức thư này thì tôi đã trong quân đội rồi. Tôi rất xin lỗi vì không cho các fan biết khi nào tôi sẽ nhập ngũ, nhưng tôi nghĩ sẽ tốt hơn nếu đi mà không thông báo vì còn có những người khác nhập ngũ cùng tôi. Tôi có nghe nói tôi còn quá trẻ để đi nghĩa vụ; tuy nhiên, đây là nghĩa vụ không thể trốn tránh và tôi thực sự cần nó vì tôi muốn thoát khỏi cuộc sống áp lực khi làm diễn viên một thời gian"
Yoo nhận được nhiều sự khen ngợi và yêu mến vì tự nguyện nhập ngũ vào đúng độ tuổi 19 của mình. Anh hoạt động trong quân đội với vai trò trợ giáo tân binh mảng súng cá nhân sau khi đạt thành tích 16/250 học viên trong trại.

### 2014- nay: Comeback
Yoo Seung Ho chính thức xuất ngũ vào ngày 4/12/2014 và liên tục góp mặt trong 2 dự án phim truyền hình, 2 dự án phim điện ảnh được trình chiếu chỉ trong vòng hơn nửa năm từ cuối năm 2015 đến giữa năm 2016.
Ngay trong ngày xuất ngũ, anh xác nhận sự trở lại của mình với dự án điện ảnh cổ trang "Joseon Magician" (ra mắt vào ngày 30/12/2015) cùng với Go Ara. Trong phim, anh hóa thân vào ảo thuật gia Hwan Hee tài năng nhưng phải chịu sự kỳ thị của người đời vì sự khác biệt và bản thân chỉ là một kẻ thấp hèn, làm trò để mua vui cho thiên hạ. Hwan Hee còn trải qua mối tình đẹp tựa như ảo thuật nhưng đầy hiểm nguy với công chúa Cheong Myung (Go Ara).
Sau khi vừa hoàn thành bộ phim "Joseon Magician", Yoo Seung Ho tiếp tục thử thách bản thân với vai diễn Kim Seon Dal (Kim In Hong) - kẻ lừa đảo có tiếng trong lịch sử Hàn Quốc chuyên cướp của người giàu chia cho người nghèo trong bộ phim điện ảnh cổ trang hài "Seondal: The Man Who Sells The River". Ra mắt vào tháng 7 năm 2016, bộ phim thu hút được hơn 2 triệu lượt xem tại Hàn Quốc.
Yoo Seung Ho tiếp tục đảm nhận vai diễn Hyun Jong Hyun trong bộ phim Imaginary Cat (Đây là bộ phim đầu tiên về loài mèo ở Hàn Quốc. Một con người và 1 chú mèo có chung cảnh ngộ) được chuyển thể từ truyện tranh ngày lên sóng vào ngày 24 tháng 11 năm 2015.
Tháng 12, năm 2015, Yoo tham gia vào bộ phim truyền hình luật pháp, kinh dị Remember: War of the Son với vai diễn Seo Jin Woo - một luật sư mắc hội chứng hyperthymesia, phải chạy đua với thời gian để cứu cho bố anh khỏi tội tử hình.
Đến nay, Yoo Seung Ho vẫn tiếp tục con đường diễn xuất mà mình đã chọn cùng với những vai diễn đầy biến hoá, nội tâm phức tạp và tinh tế, mang phong cách rất riêng của anh.
Ngoài ra, anh đóng vai chính trong các MV "You From The Same Time" của Naul chính thức phát hành ngày 5/2/2015  và "I Don't Love You" của nhóm nhạc Urban Zakapa, phát hành ngày 26/5/2016.

## Phim tham gia

### Điện ảnh
| Năm  | Tên phim                                   | Vai                        | Đóng cùng    |
| ---- | ------------------------------------------ | -------------------------- | ------------ |
| 2002 | The Way Home                               | Sang-woo                   | Kim Eul-boon |
| 2003 | Happy Ero Christmas                        | Đứa bé trong đội ca        |              |
| 2004 | Don't Tell Papa                            | Kim Cho-won                |              |
| 2006 | Heart is...                                | Chani                      | Kim Hyang-gi |
| 2008 | Unforgettable                              | Gil-su                     | Kim Yoo Jung |
| 2009 | Astro Boy                                  | Astro Boy (lồng tiếng Hàn) |              |
| 2009 | Fourth Period Murder Mystery               | Han Jung-hoon              | Kang So Ra   |
| 2009 | City of Fathers                            | Kim Jong-chul              | Kim Young-ho |
| 2011 | Leafie, A Hen into the Wild                | Greenie (lồng tiếng)       |              |
| 2011 | Blind                                      | Kwon Gi-seob               | Kim Ha Neul  |
| 2012 | Fragments of Sweet Memories (phim 3D ngắn) |                            |              |
| 2015 | Joseon Magician                            | Pháp sư Hwan-Hee           | Go Ara       |
| 2016 | Kim Seon Dal                               | Kim In Hong (Kim Seon Dal) | Xiumin       |

### Truyền hình
| Năm  | Tên phim                                                   | Vai                              | Kênh        | Đóng cùng                          |
| ---- | ---------------------------------------------------------- | -------------------------------- | ----------- | ---------------------------------- |
| 2000 | Daddy Fish                                                 | Jung Da-um                       | MBC         | Jung Bo Suk                        |
| 2001 | MBC Best Theater "Boys Don't Cry"                          | Doo-san                          | MBC         |                                    |
| 2001 | MBC Best Theater "It Happened in the Parking Lot"          |                                  | MBC         |                                    |
| 2003 | MBC Best Theater "All That Ramen"                          | Joon-young                       | MBC         |                                    |
| 2003 | MBC Best Theater "Winter Bird's Dream"                     | Joon-ho                          | MBC         |                                    |
| 2003 | Love Letter                                                | Lee Woo-jin lúc nhỏ              | MBC         |                                    |
| 2004 | MBC Best Theater "Hi, Clementine"                          | Se-beom                          | MBC         |                                    |
| 2004 | Sweet Buns                                                 | Lee Shin-hyuk lúc nhỏ            | MBC         |                                    |
| 2004 | Immortal Admiral Yi Sun-sin                                | Yi Sun-sin lúc nhỏ               | KBS1        |                                    |
| 2004 | Precious Family                                            | Park Joon-yi                     | KBS2        |                                    |
| 2005 | Magic Warriors Mir & Gaon                                  | Mir                              | KBS2        | Lee Min Ho (1993)                  |
| 2005 | Sad Love Story                                             | Seo Joon-young lúc nhỏ           | MBC         | Kwon Sang Woo                      |
| 2006 | Alien Sam                                                  | Wang Hae-ryong                   | Tooniverse  | Jang Geun Suk                      |
| 2007 | The King and I                                             | Seongjong lúc nhỏ                | SBS         |                                    |
| 2007 | The Legend                                                 | Damdeok lúc nhỏ                  | MBC         | Bae Jong Jun                       |
| 2009 | Nữ hoàng Seon Deok                                         | Kim Chunchu                      | MBC         | Lee Yo Won, Kim Nam Gil            |
| 2009 | You're Beautiful                                           | Khách mời tập 9                  | SBS         |                                    |
| 2010 | Cao thủ học đường                                          | Hwang Baek-hyun                  | KBS2        | Park Ji-yeon (T-ara), Lee Hyun Woo |
| 2010 | Flames of Desire                                           | Kim Min-jae                      | MBC         |                                    |
| 2011 | Warrior Baek Dong Soo                                      | Yeo Woon                         | SBS         | Ji Chang-wook                      |
| 2012 | Arang And The Magistrate                                   | Ngọc hoàng Jade (khách mời)      | MBC         | Lee Jun Ki                         |
| 2012 | Operation Proposal                                         | Kang Baek-ho                     | TV Chosun   | Park Eun-bin                       |
| 2012 | I Miss You                                                 | Kang Hyung Joon / Harry Borrison | MBC         | Park Yoo-chun, Yoon Eun Hye        |
| 2013 | Studying Humans                                            | Người dẫn truyện                 | KBS1        |                                    |
| 2015 | Imaginary Cat                                              | Hyun Jong-hyun                   | MBC Every 1 |                                    |
| 2015 | Remember - Kí ức                                           | Seo Jin Woo                      | SBS         | Park Min-young                     |
| 2017 | Mặt nạ quân chủ                                            | Lee Seon                         | MBC         | Kim So Hyun                        |
| 2017 | Tôi không phải robot                                       | Kim Min Gyu                      | MBC         | Chae Soo-bin                       |
| 2018 | The Player                                                 | (ep1)                            | OCN         | Song Seung Hun                     |
| 2018 | My Strange Hero                                            | Bok Soo                          | SBS         | Jo Bo Ah                           |
| 2020 | Memorist - Hồi ức                                          | Dong Baek                        | tvN         | Lee Se Young                       |
| 2021 | When Flowers Bloom, I Think of the Moon - Hoa nở nhớ trăng | Nam Young                        | KBS2        | Lee Hye-ri                         |

## Music Video
| Năm  | Bài hát                                                      | Ca sĩ              |
| ---- | ------------------------------------------------------------ | ------------------ |
| 2001 | Sorry / 미안해                                               | Kim Jang Hoon      |
| 2002 | I Am Tears / 눈물이 나                                       | Sonia              |
| 2002 | Picture / 사진                                               | Dragon Fly         |
| 2002 | Have You Been Hurt Because Of Love / 사랑에 아파본 적 있나요 | Lyn                |
| 2002 | Second Wish / 두 번째 소원                                   | Duke               |
| 2004 | Thank You / 고마웠다고                                       | Tim                |
| 2008 | Don't Go Don't Go                                            | Brown Eyes         |
| 2008 | Lonely Life                                                  | So Ji Sub          |
| 2009 | Lies(part 1)                                                 | T-Ara              |
| 2009 | Take Care of He                                              | Jo Sung Mo         |
| 2010 | Like a Star                                                  | Taeyeon và The One |
|      | Not A Boy Yet                                                | Fin                |
| 2011 | Whenever You Play That Song                                  | Huh Gak ft. EXID   |
|      | Believe in Love                                              | IU                 |
| 2013 | 6pm...Ground                                                 | So Ji Sub          |
| 2015 | You From The Same Time                                       | Naul               |
|      | I dont love you                                              | Urban Zakapa       |
| 2018 | 술래                                                         | Rothy (로시)       |

## Quảng cáo
| Năm       | Sản phẩm                           | Ghi chú                    |
| --------- | ---------------------------------- | -------------------------- |
| 1999      | N016 Cellphone                     |                            |
| 1999      | Choco Pie                          |                            |
| 2000      | Paparino                           |                            |
| 2000      | Think Big (2000-2002)              |                            |
| 2001      | I-Book Land / 아이북랜드           |                            |
| 2001      | EVERLAND                           |                            |
| 2002      | Ung Jin Ssing Kuh Bik / 웅진씽크빅 |                            |
| 2002      | Wheat Noodles / 햇국수             |                            |
| 2002      | Afkilla Plus / 에프킬라 플러스     |                            |
| 2005      | WILO LG                            |                            |
| 2006-2007 | MARU-I Kids / 마루아이             | cùng Sulli                 |
| 2009      | ChocoHeim (2009-2010)              |                            |
| 2009      | Korea Yakult Super 100             |                            |
| 2009      | Mr.Pizza                           | cùng Park Bo Young         |
| 2009      | Etude AC clinic                    |                            |
| 2009      | LG Telecom, OZ                     |                            |
| 2009      | MARU(2009-2010)                    | cùng Hwang Seung Eon       |
| 2009      | Bean Pole Outdoor                  |                            |
| 2010      | iRiver E-Dictionary                |                            |
| 2010      | Winia Mando Dimchae                | cùng So Ji Sub             |
| 2010      | AdidasNEO Label                    | cùng Rain                  |
| 2010      | Good Downloader                    |                            |
| 2011      | customellow                        |                            |
| 2012      | G by GUESS (U.S.A.)                | cùng IU                    |
| 2012      | SKY VEGA S5                        |                            |
| 2012      | cùng BoA                           |                            |
| 2012      | ADIDAS -"play the winter"(Alemania | cùng Son Heung Min và 2NE1 |
| 2013      | U&B Cosmetics                      |                            |
| 2014      | Quảng cáo cho quân đội (2013-2014) |                            |
| 2015      | Nongshim's Sumi Potato Chip        |                            |
| 2015      | Lotte Department Store             | cùng Park Shin Hye         |
| 2015      | Petitzel Dessert and Drinks        |                            |
| 2017      | Adidas                             |                            |
| 2017-2018 | NH Nonghyup Card                   |                            |

## Giải thưởng và đề cử
| Năm  | Giải thưởng                          | Thể loại                                          | Đề cử                                        | Kết quả   | Tham khảo |
| ---- | ------------------------------------ | ------------------------------------------------- | -------------------------------------------- | --------- | --------- |
| 2002 | 24th Young Artist Awards             | Diễn viên trẻ xuất sắc tại liên hoan phim quốc tế | The Way Home                                 | Đoạt giải |           |
| 2005 | KBS Drama Awards                     | Diễn viên trẻ xuất sắc                            | Immortal Admiral Yi Sun-sin, Precious Family | Đoạt giải |           |
| 2007 | Giải ngôi sao phim hàng đầu Hàn Quốc | Diễn viên trẻ xuất sắc                            | Heart Is...                                  | Đoạt giải |           |
| 2007 | SBS Drama Awards                     | Diễn viên trẻ xuất sắc                            | The King and I                               | Đoạt giải |           |
| 2008 | Mnet 20's Choice Awards lần 2        | Diễn viên trẻ nổi bật                             | —                                            | Đoạt giải |           |
| 2009 | 4th Andre Kim Best Star Awards       | Giải ngôi sao nam                                 | —                                            | Đoạt giải | [ 26 ]    |
| 2009 | MBC Drama Awards 2009                | Diễn viên mới xuất sắc                            | Thiện Đức nữ vương                           | Đoạt giải | [ 27 ]    |
| 2010 | 46th Baeksang Arts Awards            | Diễn viên mới xuất sắc (TV)                       | Cao thủ học đường                            | Đề cử     |           |
| 2010 | 26th Korea Best Dressed Swan Awards  | Giải trang phục, diễn viên truyền hình xuất sắc   | Cao thủ học đường                            | Đoạt giải |           |
| 2010 | KBS Drama Awards 2010                | Cặp đôi xuất sắc với Park Ji-yeon                 | Cao thủ học đường                            | Đề cử     |           |
| 2010 | KBS Drama Awards 2010                | Giải diễn viên do cộng đồng mạng bình chọn        | Cao thủ học đường                            | Đề cử     |           |
| 2010 | KBS Drama Awards 2010                | Giải xuất sắc cho diễn viên phim bộ ngắn          | Cao thủ học đường                            | Đề cử     |           |
| 2012 | MBC Drama Awards 2012                | Giải xuất sắc cho diễn viên phim bộ ngắn          | Arang and the Magistrate, Missing You        | Đề cử     |           |
| 2013 | New Soldiers Education Unit          | Giải thưởng xuất sắc nhất từ Tư lệnh Tiểu đoàn    | —                                            | Đoạt giải |           |
| 2016 | 9th Korea Drama Awards               | Diễn viên xuất sắc, giải thưởng xuất sắc nhất     | Remember: War of the Son                     | Đề cử     |           |
| 2016 | SBS Drama Awards 2016                | Giải xuất sắc, nam diễn viên                      | Remember: War of the Son                     | Đoạt giải |           |
| 2016 | SBS Drama Awards 2016                | K-Wave Star Award                                 | Remember: War of the Son                     | Đề cử     |           |
| 2017 | MBC Drama Awards                     | Giải xuất sắc cho diễn viên phim bộ ngắn          | Mặt nạ quân chủ                              | Đoạt giải |           |